# Nuoto in acque libere ai campionati mondiali di nuoto 2009 - 5 km femminili
La gara dei 5 km femminili di nuoto in acque libere ai campionati mondiali di nuoto 2009 si è svolta la mattina del 21 luglio 2009 al Lido di Ostia a Roma, in Italia. Hanno partecipato alla competizione 42 atlete.

## Medaglie
| Pos. | Atleta          | Nazionalità |
| ---- | --------------- | ----------- |
|      | Melissa Gorman  | Australia   |
|      | Larisa Ilchenko | Russia      |
|      | Poliana Okimoto | Brasile     |

## Risultati
| Pos.    | Atleta                         | Nazionalità      | Tempo               | Distacco            |
| ------- | ------------------------------ | ---------------- | ------------------- | ------------------- |
| Oro     | Melissa Gorman                 | Australia        | 56:55.8             |                     |
| Argento | Larisa Ilchenko                | Russia           | 56:56.3             | 0.5                 |
| Bronzo  | Poliana Okimoto                | Brasile          | 56:59.3             | 3.5                 |
| 4       | Yurema Requena Juarez          | Spagna           | 57:00.8             | 5.0                 |
| 5       | Ekaterina Seliverstova         | Russia           | 57:04.7             | 8.9                 |
| 6       | Kristel Köbrich                | Cile             | 57:17.1             | 21.3                |
| 7       | Andreína del Valle Pinto Pérez | Venezuela        | 57:29.4             | 33.6                |
| 8       | Kate Brooke-Peterson           | Australia        | 57:42.7             | 46.9                |
| 9       | Emily Brunemann                | Stati Uniti      | 57:43.0             | 47.2                |
| 10      | Rachele Bruni                  | Italia           | 57:43.2             | 47.4                |
| 11      | Jana Pechanova                 | Rep. Ceca        | 57:44.3             | 48.5                |
| 12      | Olga Beresneva                 | Ucraina          | 57:45.5             | 49.7                |
| 13      | Nadine Pastor                  | Germania         | 57:47.8             | 52.0                |
| 14      | Xue Li                         | Cina             | 57:52.8             | 57.0                |
| 15      | Emily Hanson                   | Stati Uniti      | 57:53.5             | 57.7                |
| 16      | Swann Gabrielle Obersonn       | Svizzera         | 57:55.1             | 59.3                |
| 17      | Giorgia Consiglio              | Italia           | 57:55.8             | 1:00.0              |
| 18      | Teja Zupan                     | Slovenia         | 57:58.1             | 1:20.3              |
| 19      | Britta Kamrau-Corestein        | Germania         | 58:09.0             | 1:13.2              |
| 20      | Marianna Lymperta              | Grecia           | 58:09.1             | 1:13.3              |
| 21      | Natalie du Toit                | Sudafrica        | 58:56.3             | 2:00.5              |
| 22      | Coralie Codevelle              | Francia          | 59:00.8             | 2:05.0              |
| 23      | Zaira Cardenas                 | Messico          | 59:23.7             | 2:27.9              |
| 24      | Nika Kozamernik                | Slovenia         | 59:25.0             | 2:29.2              |
| 25      | Charlotte Woolliscroft         | Gran Bretagna    | 59:25.2             | 2:29.4              |
| 26      | Patricia Maldonado             | Venezuela        | 59:26.2             | 2:30.4              |
| 27      | Alona Berbasova                | Ucraina          | 59:27.6             | 2:31.8              |
| 28      | Nataly Caldas Calle            | Ecuador          | 59:27.8             | 2:32.0              |
| 29      | Alannah Jury                   | Nuova Zelanda    | 59:37.5             | 2:41.7              |
| 30      | Silvie Rybarova                | Rep. Ceca        | 59:37.8             | 2:42.0              |
| 31      | Katia Barros                   | Ecuador          | 59:42.8             | 2:47.0              |
| 32      | Bridget Coley                  | Canada           | 59:44.5             | 2:48.7              |
| 33      | Wing Yung Natasha Terri Tang   | Hong Kong        | 59:46.8             | 2:51.0              |
| 34      | Vanessza Balogh                | Ungheria         | 59:48.5             | 2:52.7              |
| 35      | Yu Shi                         | Cina             | 59:50.0             | 2:54.2              |
| 36      | Isabelle Longo                 | Brasile          | 59:51.3             | 2:55.5              |
| 37      | Dominique Dryding              | Sudafrica        | 59:53.2             | 2:57.4              |
| 38      | Nadine Williams                | Canada           | 1:02:22.8           | 5:27.0              |
| 39      | Cindy Toscano                  | Guatemala        | 1:08:41.9           | 11:46.1             |
| 40      | Lucia Vachanova                | Slovacchia       | 1:10:17.2           | 13:21.4             |
| -       | Karin Clashing                 | Antille Olandesi | fuori tempo massimo | fuori tempo massimo |
| -       | Patricia Castaneda             | Messico          | dnf                 | dnf                 |